# Skinhead

Skinheads auf einem Konzert

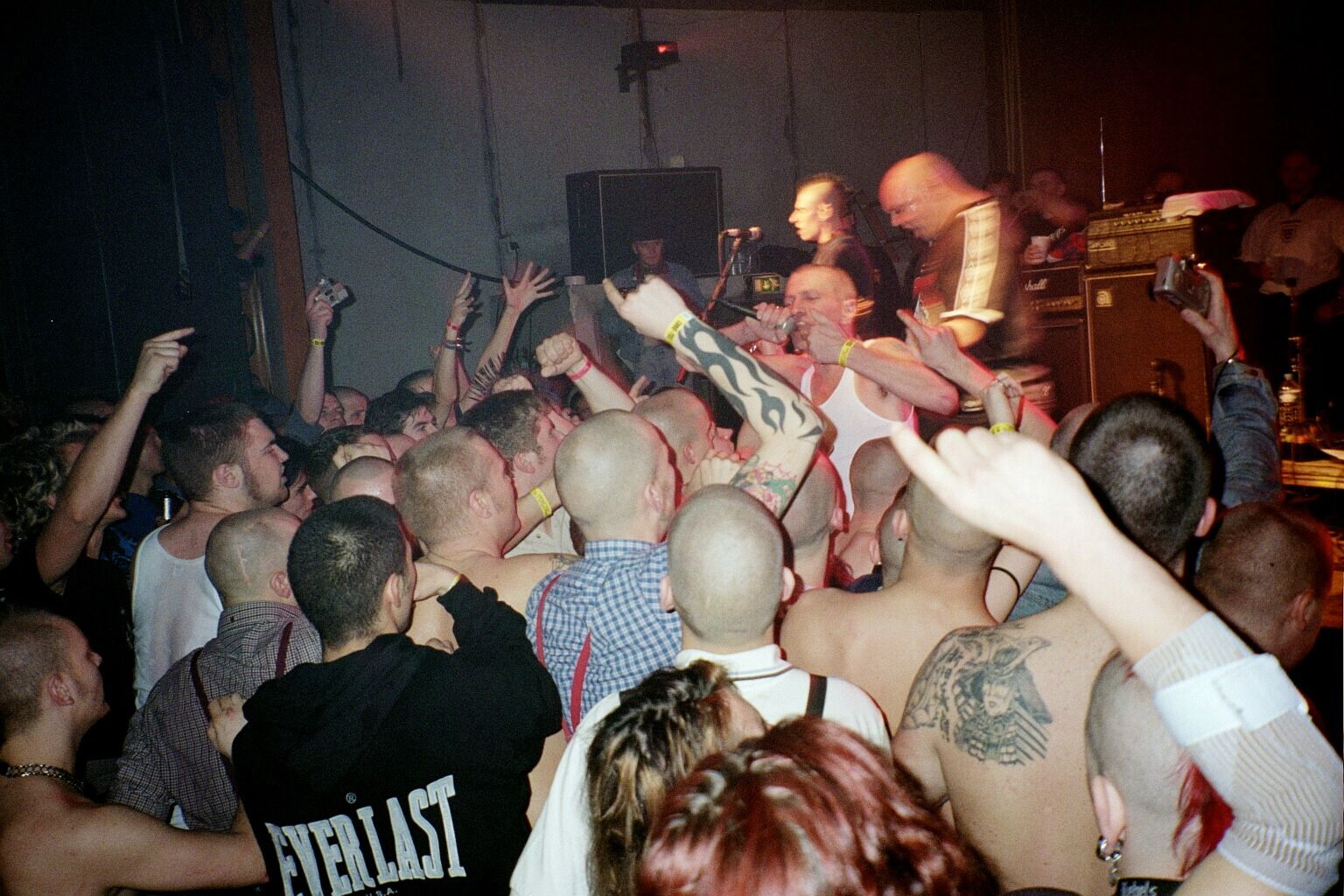
Skinheads auf einem Konzert

Skinhead [ˈskɪnˌhɛd] (englisch skin „Haut“ und head „Kopf“) ist eine Sammelbezeichnung für alle Angehörigen der Skinheadszene, einer sehr heterogenen Subkultur. Gemeinsam haben sie vor allem die kurz bis kahl geschorenen Köpfe sowie eine Kleidung, zu deren Merkmalen meist Stiefel, die Sicherheitsschuhen ähneln (in der Szene oft Boots genannt, englisch für Stiefel, keine – wie oft angenommen – Springerstiefel), und Bomber-, Harrington- oder Donkeyjacken gehören. In der Öffentlichkeit und in den Massenmedien wird der Begriff Skinhead oft synonym zu Neonazi gebraucht, selbst in Bezug auf Neonazis, die nicht im Habitus der Skinheads erscheinen. Angesichts der auch politisch sehr heterogenen Szene ist diese Gleichsetzung jedoch falsch.

## Geschichte
Der Begriff „Skinhead“ kommt aus dem Englischen und bedeutet wörtlich „Hautkopf“ und benennt, zu Beginn der 1970er Jahre, in der Langhaarfrisuren zur Mode gehören, eine Kurzhaarfrisur, bei der die Kopfhaut durchscheint. Die Frisur war damals ein #5 oder #6 Crop, was einer Länge von 5 bzw. 6 Zehntelzoll entspricht, also etwa 1,2 bis 1,6 cm. Das Anfangsjahr der Skinheadbewegung wird oftmals mit 1969 angegeben, doch es gab auch in den Jahren vorher Jugendliche, die sich wie die damaligen Skinheads kleideten. Begründet wurde sie durch weiße Arbeiterkinder in East London, einem Arbeiterviertel, die mit den Kindern schwarzer Einwanderer aus Jamaika und anderen Teilen der Westindischen Inseln aufwuchsen. Man lernte sich durch gemeinsames Interesse an „schwarzer“ Musik – wie Early Reggae (auch Skinhead-Reggae genannt), Ska und Northern Soul – kennen. Aus schwarzen Rude boys und weißen Mods entstand so die Skinheadbewegung zunächst als Hard Mods. Sie grenzte sich früh von den modebewussten Mods, die ebenfalls aus der Arbeiterklasse und der unteren Mittelklasse stammten, sowie von den Hippies aggressiv ab. Die frühen Skinheads trugen zunächst noch smarte Anzüge wie die Mods, von welchen sich die Bewegung zu trennen begann. Diese Anzüge verschwanden nach vollzogener Abgrenzung und wurden durch das heute bekannte derbe, an Arbeiterkleidung orientierte Outfit ersetzt. Seitdem kultivieren und zelebrieren Skinheads eine Ästhetik des Proletarischen. Früher war in der Skinheadszene die Aggressivität weiter verbreitet als heute. So gingen in den Anfangsjahren schwarze und weiße Skins auf pakistanische Immigranten los, die dafür bekannt waren, dass sie sich bei Prügeleien nicht wehrten. Skins waren (und sind) teilweise auch Bestandteil der Hooligan-Szene, die bei Fußballspielen „für ihren Verein kämpft“. In ihrer Frühzeit waren die Skins generell anti-bürgerlich, aber ansonsten eher wenig politisch interessiert.
Anfang der 1970er Jahre wandten sich die schwarzen Skins immer mehr der sich entwickelnden politischen Reggae-Szene zu und grenzten sich allgemein mehr von der weißen britischen Kultur ab. Auslöser hierfür war auch mit der „Reggae-Krieg“ in einschlägigen Discos um Titel wie Young, gifted and black, mit denen sich die weißen Skins nicht identifizieren konnten und die Lieder deshalb boykottierten. Einige Skinheads ließen ihre Haare etwas länger wachsen (definiert über die Möglichkeit der Manipulation mittels eines Kamms) und nannten sich Suedeheads („Wildlederköpfe“), um sich abzugrenzen.
Nachdem die erste Punkwelle von 1977 in Großbritannien abgeflaut war, etablierte sich ein Oi! genannter Musikstil, der dort zu einem Revival der Skinhead-Kultur führte. Im Gegensatz zu den früheren Skinheads wurden die Haare nun sehr viel kürzer getragen und es wurden spezifische Moden der Punk-Kultur übernommen. So wurde ein sehr kurzer Irokesenschnitt populär. In Großbritannien wurde außerdem der Union Jack nicht nur bei rechten Skins populär. Die Oi!-Welle, unter anderem durch Bands aus der Pubrock-Szene (v. a. Cock Sparrer) und ehemaligen Punkbands wie Cockney Rejects und The Business popularisiert, führte auch zu einem Ska-Revival, zu welchem neben alten Sängern wie Judge Dread und Laurel Aitken insbesondere Gruppen wie Madness und Bad Manners beitrugen.
Anfang der 1980er Jahre begann sich die vorher politisch sehr gemischte englische Skinhead-Szene in Linksextreme, Rechtsextreme sowie Neonazis und Traditionalisten zu spalten, und die extreme Rechte begann einen immer größeren Teil der Szene zu vereinnahmen. Diese Entwicklung wurde vor allem durch die englischen Parteien National Front und British National Party (BNP) vorangetrieben. Bald stürzten sich auch die Medien auf das Phänomen, und nicht lange danach begannen Neonazis, die vorher nichts mit der Skinheadkultur zu tun hatten, den Skinhead-Look zu übernehmen.
Garry Bushell etablierte mit seinen Artikeln zur Oi!-Szene und den Kompilationen Oi! The Album und Strength Thru Oi! den musikalischen Background, der sich überwiegend unpolitisch, dann allerdings nach den ersten Ausschreitungen zwischen linken und rechten Skins, insbesondere bei Konzerten von Sham 69 und Angelic Upstarts zum Teil auch antifaschistisch verstand. Zu Beginn der 1980er Jahre formierten sich auch in Deutschland und den USA, wie vorher bereits in England, immer mehr so genannte naziskins: neonazistische Jugendliche, die mit ihrem Äußeren an die Skinheadbewegung anknüpften. Die rechten Skinheads übernahmen den von Ian Stuarts Band Skrewdriver geprägten Musikstil, der bald unter dem Begriff Rock against Communism („RAC“) firmierte und stärkere Metal-Elemente mit Punk-Musik verband. In Deutschland wurde der Stil Rechtsrock getauft. In den USA verband sich die unpolitische und linke Skinhead-Kultur mit dem Hardcore Punk, Vorreiter waren hier Agnostic Front und Iron Cross aus New York City und Minor Threat aus Washington, D.C. Die rechte US-Skinheadszene übernahm den britischen RAC.
Einige Skinheads verwenden für rassistische Skins die Bezeichnung Bonehead (englisch für „Dummkopf“, „Holzkopf“). Das Wortspiel erklärt sich wahrscheinlich auch aus deren Haartracht. Rechtsextreme/neonazistische Skinheads tragen selbst für Skinhead-Verhältnisse die Haare extrem kurz. Meist sind sie nass rasiert (vollkommen kahl) oder die Haare sind nur wenige Millimeter lang, aber auch moderne anti-rassitische Skinheads tragen teilweise solch eine Frisur. Bei dieser Frisur kann man nicht nur die Haut unter den Haaren sehen, sondern auch die Knochen (englisch bones) des Schädels erkennen. Der Begriff wird meist von Gegnern der Naziskins benutzt. Als Reaktion auf die zunehmende Anzahl von Naziskins wurde 1988 in New York City die antirassistische SHARP-Bewegung (SkinHeads Against Racial Prejudice) ins Leben gerufen.
In Europa prägten rechtsextreme Skinheads und Neonazis bald das öffentliche Bild der Skins. Gefördert wurde diese Meinung auch durch Massenmedien, die eher über rassistische Gewaltakte berichteten, als über Demonstrationen von Skinheads gegen Rassismus. Von einigen rechtsextremen Musikern, wie beispielsweise Frank Rennicke, der die Skinheadszene anfangs komplett ablehnte, und Ian Stuart, wird allerdings die Bezeichnung Oi! abgelehnt, während andere Bands wie Endstufe, Landser, Oithanasie und Kraft durch Froide die Bezeichnung entweder benutzen oder sogar im Namen tragen.

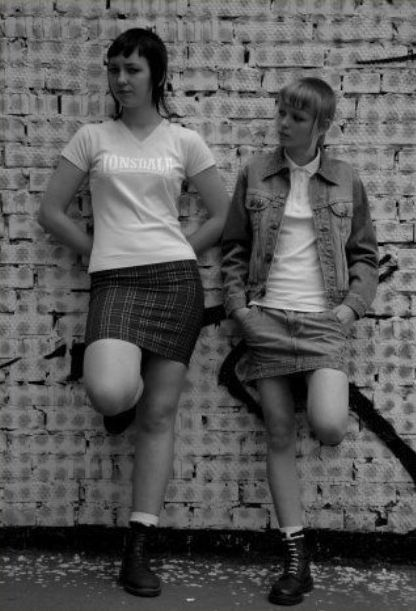
Skingirls mit Feather cut

Die heutige Skinheadbewegung lässt sich grob in traditionelle Skins (manche von ihnen nennen sich auch Trojan-Skins, benannt nach dem Label Trojan Records), SHARP-Skins, linksradikale Redskins und RASH-Skins, sowie Oi!-Skins und rechtsextreme Naziskins aufteilen. Skinheads, die ihre antirassistische Einstellung zur Schau tragen, sind meist an politischen Buttons oder Aufnähern (z. B. SHARP) zu erkennen. Die Szene ist stark männlich dominiert, doch es gibt auch einige weibliche Skinheads, die so genannten Skingirls, Byrds oder auch Renees, welche am charakteristischen Chelsea cut oder Feather cut, einer besonderen Kurzhaarfrisur, bei der die Seiten vor den Ohren lang gelassen werden, leicht zu erkennen sind.
Teile der Oi!-Skinszene haben traditionell große Überschneidungen mit der Punkszene; viele Oi!-Skins sind ehemalige Punks. Die Idee der Einheit von Oi!-Skinheads und Punks wird seit einigen Jahren unter dem Schlagwort United vertreten. Auf der anderen Seite stehen manche Skins – unabhängig von ihrer politischen Einstellung – den Punks skeptisch bis feindselig gegenüber.
Alkohol hat in der Szene einen großen Stellenwert und wird auf Konzerten und anderen Treffen oft und in großen Mengen konsumiert. Andere Drogen werden von vielen abgelehnt.

## Kleidung
Wie in manch anderen Jugend-Gegenkulturen auch, hat die richtige Kleidung unter den Skinheads einen hohen Stellenwert. Einerseits dient sie der Abgrenzung gegenüber der Gesellschaft, andererseits soll damit die Zugehörigkeit zur Szene demonstriert und Anerkennung in der Gruppe erworben werden.
Schuhe
- Dr. Martens („Doc Martens“) sind Arbeitsschuhe, sowohl mit Stahlkappe als auch ohne, als Halbschuh (Dreiloch) oder Stiefel (Achtloch). Getragen meistens in schwarz oder weinrot. Sie haben eine rutschsichere Air-Cushion-Sole, eine luftgedämpfte Gummisohle. Kniehohe Docs, wie sie von Punks getragen wurden, waren früher nicht üblich.

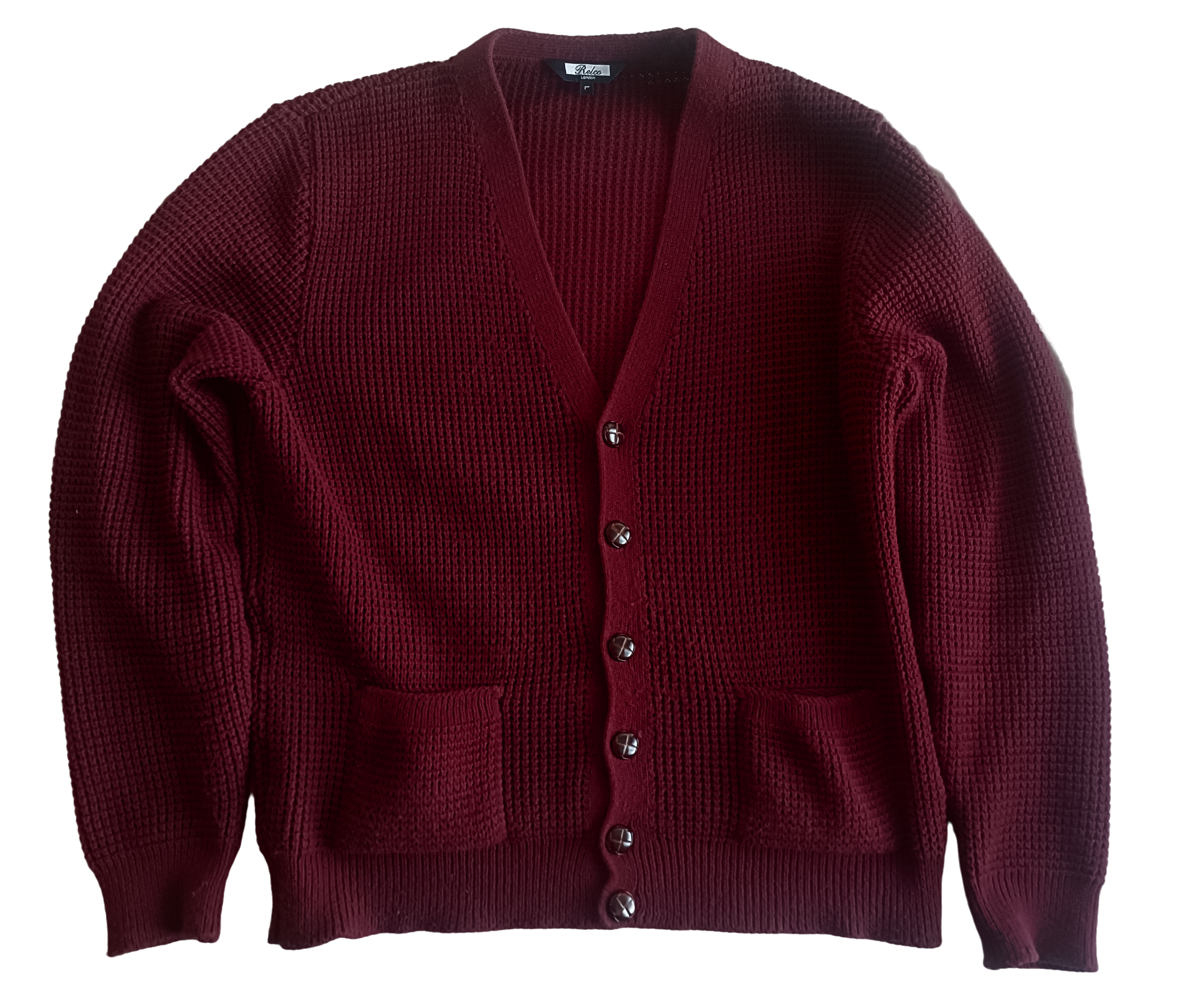
Waffle-Cardigan

- Waffle-CardiganRanger Boots oder Combat Boots sind Schnürschuhe aus Leder, die eine ausgeprägte Profilsohle aufweisen.
- Commando Boots sind Einsatzschuhe aus Textilien mit Teilleder z. B. Hi-Tec Magnum oder ähnliche, etwa seit den 1990er Jahren.
- Brogues, Halbschuhe, die sich durch ein Lochmuster auszeichnen, und allgemein Loafers.
- In der DDR trugen Skins „35,–“-Arbeitsstiefel, in Australien trägt man auch „Blundstone Boots“Bomberjacke MA-1

Jacken

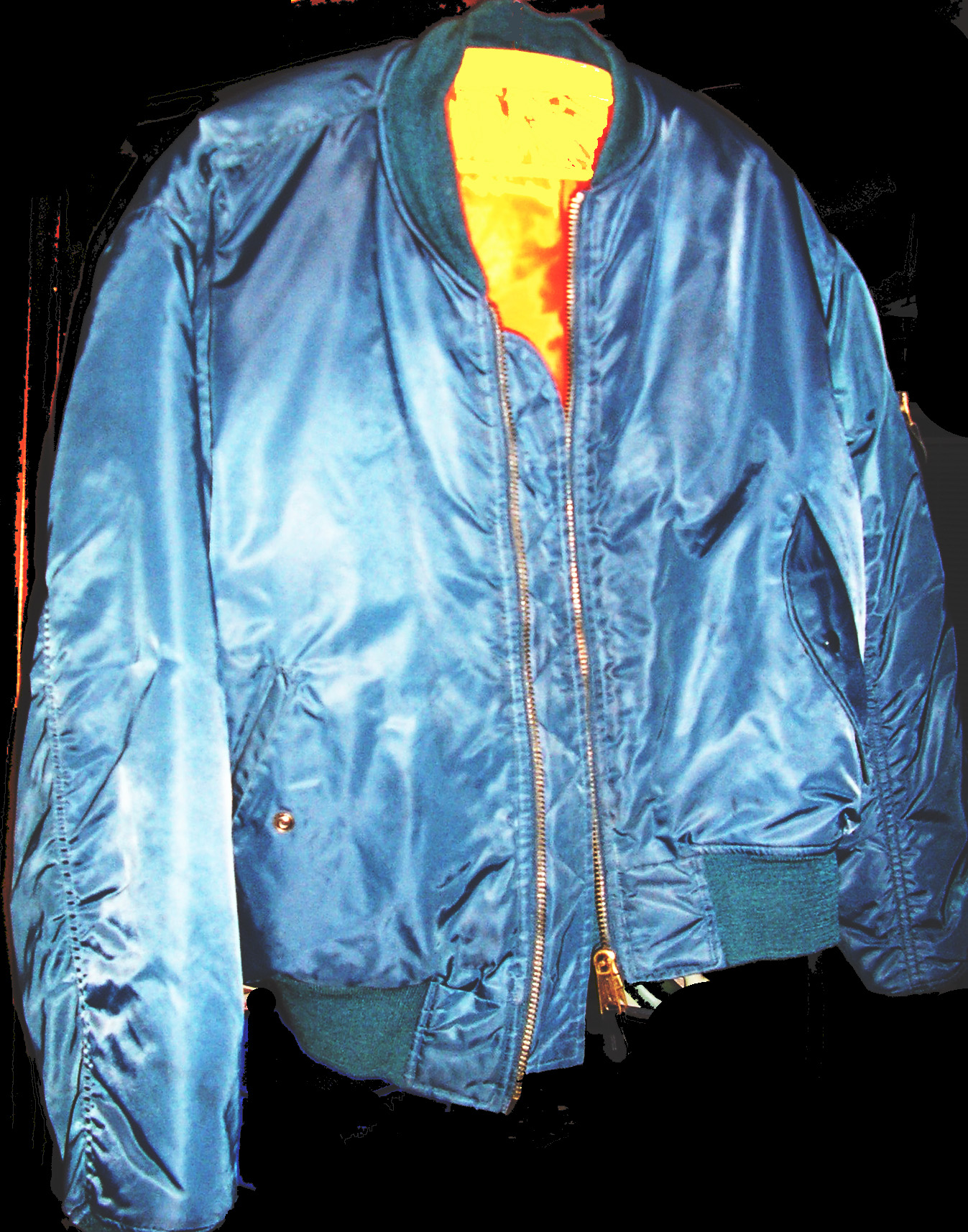
Bomberjacke MA-1

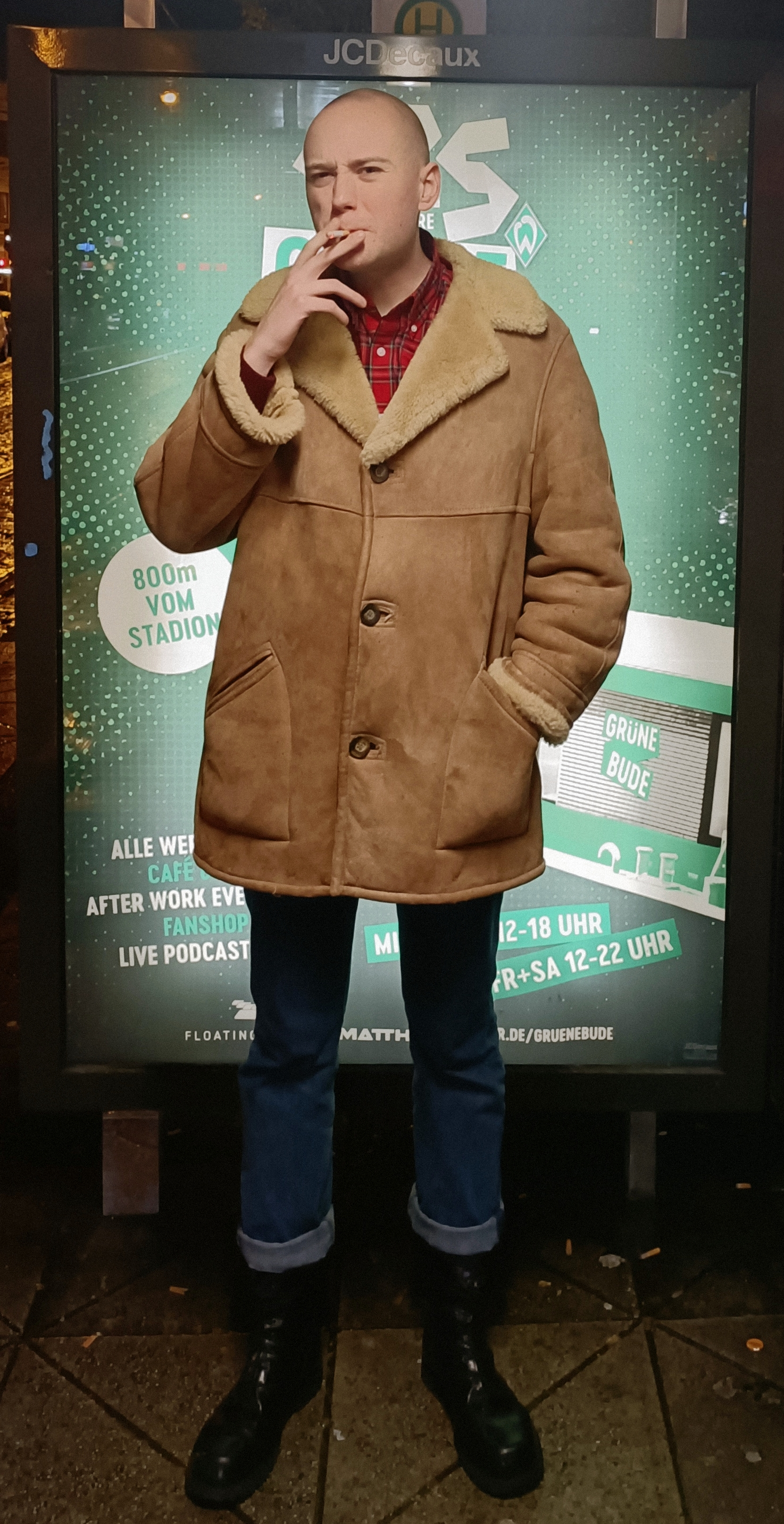
Skinhead mit Sheepskin Mantel

- Bomberjacken waren in den 1970er Jahren MA-1 aus Nylon, damals auch Scooter Jackets genannt, weil sie in England unter anderem von Scooter Skins getragen wurden (immer oliv). Die MA-1 findet militärisch nur noch Anwendung für Boden- und Servicepersonal sowie Wachdienste. Ab den 1990er Jahren auch CWU-45 aus der feuerfesten Faser Nomex.
- Donkeyjacken sind gewöhnliche englische Arbeitsjacken aus schwarzem Wollfilz und werden noch heute von Straßenarbeitern getragen und sind gleichsam ein Synonym für die Arbeiterklasse. Der typische Lederüberzug auf den Schultern soll die Jacke beim Tragen von Lasten und gegen Regen schützen.
- Harringtonjacken sind kurze Baumwollblousons mit Kragen, die ein typisches Innenfutter im Schottenkaro haben. In England wurden sie auch von Fred Perry und Lonsdale hergestellt.
- Crombie-Coat, ein 3/4-langer englischer Mantel mit typischem Samtkragen, wie er u. a. vom Herrenausstatter Crombie in der Jermyn Street in London hergestellt wurde und noch immer wird.
- Sheepskin, ein aus Schafsfell gefertigter Mantel, der im Winter angezogen wird.
- Waffle-Cardigan, eine aus Wolle gefertigte Strickjacke mit Textur, die an eine Waffel erinnert.[3]
- Jeansjacken oder auch „Trucker-Jacken“, wurden und werden vor allem von englischen Skinheads im Norden getragen.[5]

Hemden
- Polohemden waren von Anfang an Teil der Skinhead-Kleidung. Besonderer Beliebtheit erfreuen sich die Shirts vom englischen Tennisprofi Fred Perry, Sohn eines Baumwollspinners und Politikers, weil er der erste Wimbledon-Sieger war, der der Arbeiterklasse entstammte. Sein Firmensymbol ist der Lorbeerkranz.
- Button-down-Hemden sind Hemden mit Knöpfen am Kragen, die perfekten Sitz garantieren. Eine bekannte Marke solcher Hemden ist Ben Sherman.

Hosen
Blue Jeans verschiedener Marken, bevorzugt Levi’s 501, Wrangler, Lee, aber auch „Supermarktjeans“. Oft werden die Jeans hochgekrempelt oder auch etwas gekürzt. Großer Beliebtheit erfreute sich außerdem die „Sta-Prest“-Serie von Levi’s mit Bügelfalte. Domestos- und Clorix-Hosen sind Jeans, die mit einem chlorbleichehaltigen Reinigungsmittel teilweise entfärbt wurden; diese Technik wird gelegentlich auch bei Jacken angewendet. Neben blauen Jeans werden auch schwarze und weiße getragen.
Kopfbedeckungen
- Porkpie Hüte waren von Anfang an Teil der Skinhead-Kleidung. Durch den Einfluss der Rude-Boys setzten sich diese Hüte vor allem bei anti-rassistischen Skinheads durch.[3]
- Schiebermützen sind aufgrund des Bezuges zur Arbeiterklasse bei Skinheads beliebt.[6]

Hosenträger
Schmale Hosenträger in unterschiedlichen Farben.

## Bevorzugte Kleidungsmarken
Markenbewusstsein ist in der Skinszene sehr verbreitet. Während es ursprünglich nur eine Handvoll von Marken gab, nämlich die etablierten englischen Hersteller, finden sich immer mehr Anbieter auf dem Markt und versuchen, sich als Marke für Skinheadbekleidung oder erkennbar als Marke für rechtsextreme Skinheadbekleidung zu etablieren. Mittlerweile existiert eine Vielzahl von Anbietern, die ihre Artikel meist über Spezialgeschäfte und Versandhäuser vertreiben.

### Britische Marken
Lonsdale
Eine englische Marke für Sportbekleidung, speziell für den Boxsport, mit langer Tradition, die auf den Earl von Lonsdale zurückgeht. Die Marke Lonsdale existiert seit 1909 und wird auch von Skinheads gerne getragen. Die Firma fördert antirassistische Projekte sowie die britische antifaschistische Vereinigung „Antifascist Action“. Weiterhin wurde eine Reihe von Geschäften, die vor allem von Neonazis frequentiert wurden, von der Belieferung mit „Lonsdale“-Artikeln ausgenommen, da Lonsdale im deutschsprachigen Raum in den Ruf kam, eine Neonazi-Marke zu sein, weil der Name den Schriftzug „NSDA“ enthält. Anders als bei „Consdaple“ (siehe unten) fehlt hier aber das „P“ im Schriftzug.
Alpha Industries
Hersteller von Jacken für die amerikanischen Streitkräfte seit 1959. Die „Alpha“-Bomberjacken gehören zu den beliebtesten Jacken in der Skinheadszene.
Ben Sherman
„Ben Sherman“ ist das Produkt des Kanadiers Ben Sherman, der in den späten 1950er Jahren eine kleine Fabrik in Brighton besaß. Die Marke wurde schon vor einigen Jahrzehnten von Anhängern der Skinhead-Bewegung in Großbritannien getragen – später teilweise auch in neonazistischen Kreisen.
Fred Perry
Eine Ikone der Skinheadbewegung, die die Arbeiterbewegung sehr schätzt. Fred Perry war der erste Wimbledon-Sieger, dem man Nähe zum Proletariat zusprach. Seine Hemden gibt es in dieser Form seit 1952. Da die damaligen 69er-Skins nicht besonders politisch interessiert waren, vor allem nicht, wenn es um die radikale Linke oder Rechte ging, und ihre Ideale auf den Stolz auf ihre Herkunft aus dem Arbeitermilieu und die Familie beschränkten, war diese Marke gängig unter den Skins. Als in den 1970er Jahren vermehrt Rechtsextreme und Neonazis in die Szene kamen, übernahmen diese auch die „Perry“-Hemden sowie den gesamten Kleidungsstil. Ein teilweise leicht abgeänderter Lorbeerkranz wird in allen Teilen der Szene verwendet.

### Deutsche Marken
Consdaple
Marke, die von Neonazis und Rechtsextremen getragen wird, da sie den Schriftzug „NSDAP“ enthält. Die Kleidungsmarke wurde von Personen aus dem neonazistischen Umfeld gegründet.
Doberman Deutschland
Für rechtsextremistische Träger das Gegenstück zur sich von Rechtsextremismus distanzierenden Marke „Pit Bull Germany“. Hergestellt werden T-Shirts, Pullover, Aufnäher etc.
Masterrace
„Masterrace“ eine Marke von Neonazis für Neonazis, deren Name (englisch für „Herrenrasse“) die ideologische Zielrichtung der Hersteller bzw. Träger beschreibt. Typisch für das neonazistische Warenangebot sind auch die anderen Artikel mit dem Logo „Masterrace“: Neben Flaggen stehen auch Schals, Gürtelschnallen und Handtücher im Programm.
Pit Bull Germany
Eine ehemalige Marke, von der es u. a. Jacken, Pullover, Hemden gab. „Pit Bull“-Kleidung wurde gerne von Neonazis getragen, die Marke selbst stand allerdings gegen Rassismus und stellte schon vor mehreren Jahren klar, dass es viele ausländische Mitarbeiter in ihrem Betrieb gäbe (einer der Geschäftsführer war Türke).
Daneben existieren eine Reihe von anderen Marken, die T-Shirts, Jacken und Accessoires für Skinheads anbieten, wie „Hooligan Streetwear“ oder „Troublemaker“, deren Hersteller sich das Szenechiffre „A.C.A.B.“ (für „All Cops are Bastards“) schützen ließ.

## Schnürsenkel
Häufig wurde in verschiedenen Medien behauptet, man könne die Gesinnung eines Skinheads (oder Punks) an seinen Schnürsenkeln erkennen. Tatsächlich versuchen besonders junge Skins und Punks, mit auffällig gefärbten Schnürsenkeln etwas auszudrücken. Die Farbe der Schnürsenkel und auch der Hosenträger (Braces) stellte oft die Zugehörigkeit zu einem bestimmten Fußballverein dar. Heutzutage hat die Farbe der Schnürsenkel in vielen Ländern jedoch meist keine Bedeutung mehr.
Unter jungen Naziskins sollten weiße Schnürsenkel häufig „Kampfbereitschaft“ ausdrücken oder für „White Power“ stehen. Die Behauptung, Naziskins ließen sich durch weiße Schnürsenkel erkennen, ist eine gerade von den großen Medien gerne kolportierte Urban Legend, die an der Vielfalt der Realität weit vorbeigeht. Rote Schnürsenkel sind insbesondere bei jungen Punks beliebt und sollten dort eine linke Einstellung betonen. Früher sollten rote Schnürsenkel aber auch oft von Anhängern und Mitgliedern der verbotenen FAP und der Nationalistischen Front getragen worden sein. Wer einen roten und einen schwarzen Schnürsenkel trug, sei angeblich ein Anarchist. Auch den Anhängern des neonazistischen „Blood-and-Honour“-Netzwerkes wurde die Verwendung von roten Schnürsenkeln als Hinweis auf „Blut & Ehre“ nachgesagt. Durch dieses häufige Kolportieren in den Medien wurde in Teilen der Szene dann tatsächlich auch dieses „Erkennungsmerkmal“ eingeführt, wobei aber insbesondere in der unpolitischen Szene ironisch damit gebrochen wurde.

## Gesinnungen und Vereinigungen der Skinheads

### Gruppierungen ohne klare politische Zuordnung
Traditionelle Skinheads
Traditionelle Skinheads wollen vor allem den so genannten „Spirit of ’69“, den ursprünglichen Geist der Skinheadbewegung, bewahren. Sie grenzen sich deshalb von politischen Gruppierungen jeder Art ab. Auch die Haarlänge ist den Skinheads der 1960er Jahre nachempfunden, die ihre Haare nicht kahl rasierten, sondern lediglich so kurz schnitten („Crop“), dass man die Kopfhaut erkennen konnte. Nassrasuren und Glatze sind verpönt. Ein smartes Äußeres ist ihnen genauso wichtig wie ein gutes Konzert mit einem anschließenden Nighter/Allnighter (Tanzveranstaltung). Ihre Musik ist vor allem Skinhead-Reggae, aber auch Ska, Rocksteady oder Northern Soul.
SHARP („Skinheads Against Racial Prejudice“ – Skinheads gegen rassische Vorurteile)
„SHARPs“ sind antirassistische Skinheads. Die Idee einer breiten antirassistischen Bewegung innerhalb der Szene wurde Ende der Achtziger in den USA geboren und erreichte in den frühen Neunzigern Deutschland. „SHARPs“ versuchen, für einen möglichst großen Teil der Skinheadszene attraktiv zu sein, und halten sich deshalb mit politischen Äußerungen jenseits der Ablehnung des Rassismus stark zurück. „SHARP“ grenzt sich auch gegen linke Skinhead-Gruppierungen wie „RASH“ ab („neither red nor racist“). Jedoch ist „SHARP“ vielen Skins suspekt, da auch linksradikale Skinheads als „SHARPs“ auftreten. Das Zeichen der „SHARPs“ ist eine Abwandlung des Logos von „Trojan Records“, einem bekannten Musiklabel. In den 1990er Jahren war das Magazin Skintonic (später Skin Up) das Sprechrohr und die relevante Szene-Postille für SHARP-, traditionelle und Oi!-Skins.
„Oi!“-Skins
„Oi!“-Skins definieren sich, wie andere Untergruppen der Skinheadszene auch, über Alkoholkonsum, „Oi!“-Konzerte und Fußball („Parole Spaß“). Ihr proletarisches Selbstbild beinhaltet keine klassenkämpferischen Gedanken; im Gegenteil: „Oi!“-Skins sind oft explizit antipolitisch. Von den meisten traditionellen Skins werden sie nicht als „echte“ Skinheads angesehen, da sie Oi!-Punk (anstelle von Reggae, Ska, Rocksteady usw.) bevorzugen, anstelle des „smarten“ Auftretens der traditionellen Skins (Brogues, Sta Prest) oft ein martialisches Erscheinungsbild besitzen (Vollglatze, 14-Loch-Boots) und, geschichtlich betrachtet, ihre Ursprünge nicht in der traditionellen Skinhead-, sondern der Punkszene der 1970er Jahre haben.
GSM („Gay Skinhead Movement“)
Sie setzen sich gegen die Homophobie in der Skinheadszene und für die Gleichberechtigung homosexueller Skinheads ein. Seit den 1990er Jahren sind Image und Kleidung der Skinheads auch als Fetisch in der Schwulenszene verbreitet, wo der harte Männlichkeitskult von vielen als erotisch empfunden wird. Zunächst war das für die schwule Szene eine Provokation – und wohl auch als solche interessant –; mittlerweile finden sich in den meisten Großstädten entsprechende Gruppen und Events. Die Grenze zwischen „echten“ Skinheads und „Gay-Skins“, die nur den sexuellen Kick suchen, wird immer wieder kontrovers diskutiert, ist aber wahrscheinlich als fließend aufzufassen. Entsprechend breit ist das Spektrum an politischen Einstellungen in der Szene. Die klare Zuordnung von Farben und Symbolen ist dabei, auch aufgrund einer oft zu beobachtenden Unkenntnis der Tradition und Geschichte der Skinheadbewegung, weitgehend unmöglich.

### Gruppierungen mit eindeutig linksextremer Gesinnung
RASH und Redskins
„RASH“ steht für „Red and Anarchist Skinheads“ und vereint alle linksextremistischen „Skins“. Ein ähnlicher Zusammenschluss ist ASAP („Anarchist Skins and Punx“). „The Redskins“ waren eine linksextremistische Band, die in Großbritannien sehr populär war. Sie waren Mitglieder in einer trotzkistischen Partei. Die Bewegung der „Redskins“ gründet sich auf die Herkunft der Skinheads aus der Arbeiterklasse und der daraus resultierenden Unzufriedenheit mit der kapitalistischen Klassengesellschaft, ohne jedoch den Spaßcharakter des „Way of Life“ zu verleugnen. Die politische Theorie reicht von Marxismus-Leninismus bis zum Anarchismus. Linksextreme „Skins“ stehen in besonderer Opposition zu den von ihnen so genannten Boneheads, den rassistischen Skinheads.

### Gruppierungen mit eindeutig rechtsextremer Gesinnung

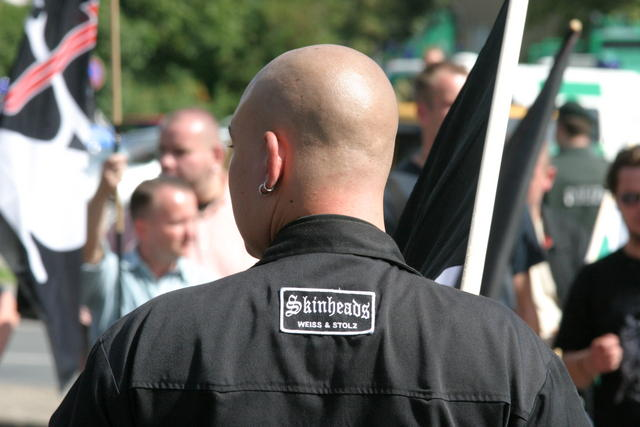
Auch Teile der Neonaziszene treten als Skinheads in Erscheinung

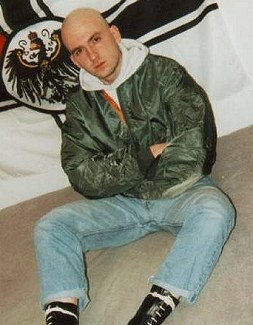
Ein Skinhead mit Bomberjacke und Springerstiefeln vor der Reichskriegsflagge

Blood and Honour
Eine von der Band „Skrewdriver“ und anderen Neonazibands gegründete Vereinigung mit der Losung der Hitlerjugend („Blut und Ehre“). „Blood and Honour“ stellt ein internationales Netzwerk von Bands, Mailordern, Geschäften, Magazinen und neonazistischen Skinhead-Gruppierungen dar, das (teilweise illegale) „Musik für die weiße Rasse“ verbreitet und mit diesem „Rechtsrock“ viel Geld verdient. Über das lukrative Geschäft mit Nazimusik entstanden innerhalb der Szene starke Rivalitäten. Die Vereinigung ist in Deutschland seit 2000 verboten, ist aber unter dem Namen „Division 28“ teils weiterhin aktiv. Die Zahl „28“ ist in der Skinheadszene (und darüber hinaus) als Zahlencode (zweiter und achter Buchstabe des lateinischen Alphabets, also BH) für Blood and Honour bekannt.
Combat 18
Neonazistische terroristische Vereinigung, die den bewaffneten Kampf für den Nationalsozialismus vorbereitet und betreibt. „Combat“ ist Englisch und bedeutet „Kampf“, die Zahl „18“ steht für den ersten und achten Buchstaben des lateinischen Alphabets, also AH. Kampf AH soll für „Kampfgruppe Adolf Hitler“ stehen (wegen der Initialen). „Combat 18“ entsprang einem Teil von „Blood and Honour“ und ist in militanten Kleingruppen organisiert (zum Teil beeinflusst durch die Theorie des führerlosen Widerstandes). Ihnen können Anschläge auf Ausländer und Andersdenkende zugerechnet werden. Es wurde gar ein Mord an einem antirassistischen Skinhead in Texas und einem afroamerikanischen Skinhead in Las VegasSkinhead Attitude (2003) - IMDb. In: imdb.com. 2. Oktober 2004, abgerufen am 2. April 2023 (englisch). bekannt.
Hammerskins
Kleine, aber straff organisierte Gruppe von Naziskins, die weltweit in „Divisionen“ organisiert sind. Die „Hammerskins“ verfügen in Deutschland über höchstens 300 Anhänger und sind unter anderem in Verbindung mit der Veranstaltung von Rechtsrockkonzerten in Erscheinung getreten.
Parteinahe rechtsextreme/neonazistische und sonstige Vereinigungen
Rechtsextreme Skinheads, wie die Band „Endstufe“ und ihre Anhängerschaft, die „Aktionsfront Süd“, die die NPD in Wahlkämpfen unterstützt, treten teils als Security-Personal und Schläger auf. Des Weiteren gibt es eine ganze Reihe nicht parteigebundener Vereinigungen wie die „Fränkische Aktionsfront“ und die inzwischen als verfassungsfeindlich eingestufte Organisation „Skinheads Sächsische Schweiz“.
Siehe auch: Rechtsextreme Symbole und Zeichen, Freie Kameradschaften, Rechtsextreme Netzwerke, Skinheads in Deutschland

## Sozialwissenschaftlicher Hintergrund
Soziologische und psychologische Deutungen wesentlicher Teile der Skinhead-Bewegung (insbesondere der Neonazis) knüpfen zum einen an den Untersuchungen zum „autoritären Charakter“ bzw. zur „autoritären Persönlichkeit“ an, die in den 1930er Jahren vom Institut für Sozialforschung (Fromm, Horkheimer, Adorno u. a.) begonnen wurden, zum anderen an neueren sozialpsychologischen und psychoanalytischen Konzepten zu Gruppenidentitäten (u. a. Vamik Volkan).
Resultat dieser Forschungen sind unter anderem die Erkenntnisse, dass bei derartig strukturierten Persönlichkeiten eine besondere Tendenz vorhanden ist,
- ihr Identitäts- und Selbstwertgefühl wesentlich durch das Gefühl der Zugehörigkeit zu einer Gruppe zu festigen (Eigengruppe), mit der sie sich identifizieren (Rasse, Volk, Nation, Religion, Subkultur, Sekte, „Gang“ etc.)
- diese Eigengruppe besonders hoch zu bewerten und von fremden Gruppen abzugrenzen (Fremdgruppe), die nicht nur als „andersartig“, sondern in der Regel als feindlich oder minderwertig erlebt werden (s. auch Othering)

Diese Bewertungen beruhen nicht auf Tatsachen, sondern auf Vorurteilen. Sie erfolgen nicht aus rationalen, sondern aus psychischen Motiven, und dienen der Stärkung des Selbstgefühls sowie der Emotionsregulation. Dabei kommt der Projektion eigener Schwäche und Machtlosigkeit auf die fremde Gruppe als Mittel zur Bewältigung negativer Gefühlszustände und innerer Konflikte besondere Bedeutung zu (s. Abwehrmechanismus). Negativ bewertete Eigenschaften der eigenen Person werden – unterstützt durch die Zugehörigkeit zur idealisierten Eigengruppe – nicht wahrgenommen und anerkannt, sondern auf die "Anderen" projiziert und dort bekämpft (s. Feindbild). Dies ist eine der Wurzeln rassistischer Abgrenzungsneigung und Aggression. Zudem verlieren die Gruppenmitglieder – vor allem, wenn sie gemeinsam mit ihrer Eigengruppe auftreten – ihr Einfühlungsvermögen (Empathie) und Mitgefühl den entwerteten "Anderen" bzw. "Fremden" gegenüber. Daher kann es unter den beschriebenen psychosozialen Bedingungen zu Akten besonderer Brutalität und Grausamkeit kommen.

## Musik
- Early Reggae (Skinhead Reggae), Ska, Rocksteady, Bluebeat und Two Tone
- Soul, insbesondere Northern Soul
- Streetpunk/Oi!
- Hardcore/Hatecore
- Rechtsrock/RAC

## Fanzines (Auswahl)
- Pressure Drop (gegründet 1975 in London) gilt als weltweit erstes Reggae-Fanzine
- Skintonic (1987–1994) Oi!-/Ska-Fanzine aus Berlin
- Oi!-Reka (1991–1994) Oi!-/Ska-Fanzine aus Berlin
- Moloko Plus (1993 – dato) Oi!-/Punk-Fanzine aus Essen
- Skin Up (1995–1999) Zusammenschluss von Skintonic und Oi!-Reka
- Skinhead-Times (englischsprachige Skinhead-Zeitung von George Marshall aus Glasgow und London mit weltweitem Vertrieb zwischen 1994 und 1996)

### Sachbücher
- Holger Bredel: Skinheads – Gefahr von rechts? Rhombos-Verlag, Berlin 2002, ISBN 3-930894-50-5 (Zugleich: Marburg, Univ., Diss., 2001: Skinheads in Deutschland.).
- Susanne El-Nawab: Skinheads – Ästhetik und Gewalt. Brandes und Apsel, Frankfurt am Main 2001, ISBN 3-86099-209-0.
- Klaus Farin, Eberhard Seidel-Pielen: Skinheads. Beck, München 1993, ISBN 3-406-37393-3 (Beck'sche Reihe 1003).
- Klaus Farin: Die Skins: Mythos und Realität. Christoph Links Verlag, Berlin 1997, ISBN 3-86153-136-4
- Klaus Farin (Hrsg.): Skinhead – a way of life. Eine Jugendbewegung stellt sich selbst dar. Tilsner, Bad Tölz 1999, ISBN 3-933773-05-9.
- Dick Hebdige: Subculture. The meaning of style. Methuen, London u. a. 1979, ISBN 0-416-70850-1 (New Accents), (englisch).
- Nick Knight, Dick Hebdige et al.: Skinhead. Omnibus Press, London 1982, ISBN 978-0-7119-0052-3 (englisch)
- Kent Lindahl: Exit. DTV, 2001, ISBN 3-423-36251-0.
- George Marshall: Spirit of ’69. Eine Skinhead-Bibel. S. T. Publishing, Dunoon 1993, ISBN 0-9518497-8-6.
- Christian Menhorn: Skinheads. Portrait einer Subkultur. Nomos-Verlags-Gesellschaft, Baden-Baden 2001, ISBN 3-7890-7563-9 (Extremismus und Demokratie 3).

### Belletristik
Die meisten belletristischen Bücher beschäftigen sich mit der rechtsextremen Skinhead-Szene. Bis auf wenige Ausnahmen (American Skin, Teenage kicks, "No llores...") kommt die unpolitische oder linke Szene kaum vor. Die meisten belletristischen Romane stellen sich als Jugendbücher in Form von Problem- und Aufklärungsliteratur vor.
- Don DeGrazia: American Skin. Roman. Aufbau-Taschenbuch-Verlag, Berlin 2001, ISBN 3-7466-1711-1 (AtV 1711).
- Thorsten Dietze: Teenage Kicks. Roman. Sunny-Bastards-Production, Essen 2007, ISBN 978-3-00-022687-8.
- Marie Hagemann: Schwarzer, Wolf, Skin. Jugendroman. Thienemann, Stuttgart u. a. 1993, ISBN 3-522-16839-9.
- Heidi Hassenmüller: Schwarz, rot, tot. Jugendroman. Klopp, Hamburg 2004, ISBN 3-7817-0767-9 (Mittendrin).
- Roger Martin: Tod eines Skinheads. Kriminalroman. Fischer-Taschenbuch-Verlag, Frankfurt am Main 1990, ISBN 3-596-10158-1 (Fischer-Taschenbücher 10158).
- Andre Pilz: No llores, mi querida – Weine nicht, mein Schatz – Ein Skinhead Roman. Archiv der Jugendkulturen, Berlin 2005, ISBN 3-86546-031-3.
- Carlo Ross: Mordskameradschaft. Tim, unter Skinheads geraten. Roman. LKG, München 1995, ISBN 3-376-05015-5.
- Patricia Schröder: Scheiß Glatze, ich lieb' dich. Jugendroman. Fischer-Taschenbuch-Verlag, Frankfurt am Main 2002, ISBN 3-596-80417-5 (Fischer 80417 Generation).
- Lutz van Dijk: Von Skinheads keine Spur. Jugendroman. Aktualisierte Neuausgabe. cbt, München 2008, ISBN 978-3-570-30537-9.

## Filme und Dokumentationen
→ Siehe auch: Liste von Filmen mit Bezug zu Skinheads
- Made in Britain – Spielfilm mit Tim Roth (1983)
- Skinheads – Spielfilm von Greydon Clark (1989)
- Romper Stomper – Spielfilm über neonazistische Skins (1993)
- Skinheads. Ein Film von Klaus Farin und Rainer Fromm – Dokumentation (1996)
- American History X – New Line Cinema, Savoy Pictures, Turman-Morrissey Company (1998)
- Oi!Warning – Spielfilm von Dominik und Benjamin Reding (1999)
- Inside a Skinhead – Spielfilm über einen neonazistischen, jüdischen Skin (wahre Begebenheit) (2001)
- Skinhead Attitude – Dokumentation von Daniel Schweizer (2003)
- This Is England – Spielfilm von Shane Meadows (2006)
- Skin – Hass war sein Ausweg – niederländischer Spielfilm (2008)